# Simulium maraaense
Simulium maraaense är en tvåvingeart som beskrevs av Craig 1997. Simulium maraaense ingår i släktet Simulium och familjen knott. Inga underarter finns listade i Catalogue of Life.